# Stylops subcandidae
Stylops subcandidae är en insektsart som beskrevs av Pierce 1909. Stylops subcandidae ingår i släktet Stylops och familjen stekelvridvingar. Inga underarter finns listade i Catalogue of Life.